# Comissari Europeu de Relacions Interinstitucionals i Administració
El Comissari Europeu de Relacions Interinstitucionals i Administració és un membre de la Comissió Europea responsable de l'administració, reforma administrativa i personal.
L'actual comissari responsable d'aquesta cartera és l'eslovac Maroš Šefčovič.

## Orígens
En la formació de la Comissió Hallstein I l'any 1958 es creà la cartera del Comissari Europeu d'Assumptes Econòmics i Financers, cartera que posteriorment es dividí en el Comissari Europeu d'Assumptes Econòmics i Monetaris, Programació Financera i Pressupostos i 'Assumptes Administratius, Auditoria i Lluita contra el Frau'.
Al llarg dels anys aquesta cartera ha rebut diferents noms, entre ells Comissari Europeu de Personal i Assumptes Administratius, Administració i Oficina Estadística, Assumptes Administratius, Reformes Institucionals, Personal i Traducció, des del 2004 fins al 2010, Comissari Europeu d'Assumptes Administratius, Auditoria i Lluita contra el Fraui, des del 9 de febrer de 2010, Comissari Europeu de Relacions Interinstitucionals i Administració.

## Llista de Comissaris d'Assumptes Administratius, Auditoria i Lluita contra el Frau
| Comissió                                                                        | Inici                                                    | Finalització                                             | Nom                                                      | País                                                     | Partit                                                   |
| Comissari Europeu de Personal i Assumptes Administratius                        | Comissari Europeu de Personal i Assumptes Administratius | Comissari Europeu de Personal i Assumptes Administratius | Comissari Europeu de Personal i Assumptes Administratius | Comissari Europeu de Personal i Assumptes Administratius | Comissari Europeu de Personal i Assumptes Administratius |
| Rey                                                                             |                                                          |                                                          |                                                          |                                                          |                                                          |
| ------------------------------------------------------------------------------- | -------------------------------------------------------- | -------------------------------------------------------- | -------------------------------------------------------- | -------------------------------------------------------- | -------------------------------------------------------- |
| Rey                                                                             | 2 de juliol de 1967                                      | 30 de juny de 1970                                       | Lionello Levi Sandri                                     | Itàlia                                                   | PSI                                                      |
| Malfatti                                                                        |                                                          |                                                          |                                                          |                                                          |                                                          |
| 1 de juliol de 1970                                                             | 21 de març de 1972                                       | vacant                                                   |                                                          |                                                          |                                                          |
| Mansholt                                                                        |                                                          |                                                          |                                                          |                                                          |                                                          |
| 22 de març de 1972                                                              | 5 de gener de 1973                                       | vacant                                                   |                                                          |                                                          |                                                          |
| Ortoli                                                                          |                                                          |                                                          |                                                          |                                                          |                                                          |
| 6 de gener de 1973                                                              | 5 de gener de 1977                                       | vacant                                                   |                                                          |                                                          |                                                          |
| Jenkins                                                                         |                                                          |                                                          |                                                          |                                                          |                                                          |
| 6 de gener de 1977                                                              | 5 de gener de 1981                                       | vacant                                                   |                                                          |                                                          |                                                          |
| Comissari Europeu de Personal, Administració i Oficina Estadística              |                                                          |                                                          |                                                          |                                                          |                                                          |
| Thorn                                                                           |                                                          |                                                          |                                                          |                                                          |                                                          |
| 6 de gener de 1981                                                              | febrer de 1982                                           | Michael O'Kennedy                                        | Irlanda                                                  | FF                                                       |                                                          |
| febrer de 1982                                                                  | 5 de gener de 1985                                       | Richard Burke                                            | Irlanda                                                  | FG                                                       |                                                          |
| Comissari Europeu d'Assumptes Administratius                                    |                                                          |                                                          |                                                          |                                                          |                                                          |
| Delors I                                                                        |                                                          |                                                          |                                                          |                                                          |                                                          |
| 6 de gener de 1985                                                              | 5 de gener de 1989                                       | H. Christophersen                                        | Dinamarca                                                | Venstre                                                  |                                                          |
| Comissari Europeu de Reformes Institucionals                                    |                                                          |                                                          |                                                          |                                                          |                                                          |
| Delors I                                                                        |                                                          |                                                          |                                                          |                                                          |                                                          |
| 6 de gener de 1985                                                              | 5 de gener de 1989                                       | Carlo di Meana                                           | Itàlia                                                   | PSI                                                      |                                                          |
| Comissari Europeu de Personal i Traducció                                       |                                                          |                                                          |                                                          |                                                          |                                                          |
| Delors II                                                                       |                                                          |                                                          |                                                          |                                                          |                                                          |
| 6 de gener de 1989                                                              | 5 de gener de 1993                                       | António Cardoso                                          | Portugal                                                 | PSD                                                      |                                                          |
| Comissari Europeu de Reformes Institucionals                                    |                                                          |                                                          |                                                          |                                                          |                                                          |
| Delors III                                                                      |                                                          |                                                          |                                                          |                                                          |                                                          |
| 6 de gener de 1993                                                              | 22 de gener de 1995                                      | Raniero Vanni d'Archirafi                                | Itàlia                                                   | ind.                                                     |                                                          |
| Comissari Europeu d'Assumptes Administratius                                    |                                                          |                                                          |                                                          |                                                          |                                                          |
| Santer                                                                          |                                                          |                                                          |                                                          |                                                          |                                                          |
| 23 de gener de 1995                                                             | 15 de març de 1999                                       | Erkki Liikanen                                           | Finlàndia                                                | SDP                                                      |                                                          |
| Marín                                                                           |                                                          |                                                          |                                                          |                                                          |                                                          |
| 16 de març de 1999                                                              | 15 de setembre de 1999                                   | Erkki Liikanen                                           | Finlàndia                                                | SDP                                                      |                                                          |
| Prodi                                                                           |                                                          |                                                          |                                                          |                                                          |                                                          |
| 16 de setembre de 1999                                                          | 21 de novembre de 2004                                   | Neil Kinnock                                             | Regne Unit                                               | Lab.                                                     |                                                          |
| Comissari Europeu d'Assumptes Administratius, Auditoria i Lluita contra el Frau |                                                          |                                                          |                                                          |                                                          |                                                          |
| Barroso I                                                                       |                                                          |                                                          |                                                          |                                                          |                                                          |
| 22 de novembre de 2004                                                          | 9 de febrer de 2010                                      | Siim Kallas                                              | Estònia                                                  | ERP                                                      |                                                          |
| Comissari Europeu de Relacions Interinstitucionals i Administració              |                                                          |                                                          |                                                          |                                                          |                                                          |
| Barroso II                                                                      |                                                          |                                                          |                                                          |                                                          |                                                          |
| 9 de febrer de 2010                                                             | actualitat                                               | Maroš Šefčovič                                           | Eslovàquia                                               | Smer                                                     |                                                          |